# Highlander (film)
Pour les articles homonymes, voir Highlander.
Série Highlander
Highlander, le retour
(1991)
Pour plus de détails, voir Fiche technique et Distribution.
Highlander est un film britanno-américain de Russell Mulcahy, sorti en 1986. Inspiré d'une histoire de Gregory Widen, le film raconte l’apogée d’une bataille séculaire entre guerriers immortels, illustrée par des histoires entremêlées du passé et du présent.
Le film suit le parcours de Connor MacLeod, surnommé le « Highlander » (Christophe Lambert), un guerrier des Highlands écossaises vivant au XVIe siècle. Né en 1518, MacLeod devient immortel à compter de sa première mort à l’âge de 18 ans, en 1536. Il fait alors partie d'un groupe restreint d'êtres élus, immortels comme lui, qui ne peuvent être tués que par décapitation.
Après sa formation initiale par un autre épéiste immortel hautement qualifié, le guerrier espagnol d’origine égyptienne Juan Sanchez Villa-Lobos Ramirez (Sean Connery), Connor MacLeod vit encore pendant plusieurs siècles avant de s’installer à New York à la fin du XXe siècle sous l'identité d'un gérant de magasin d’antiquités, Russell Nash. En 1985, il tombe amoureux de Brenda (Roxanne Hart), une scientifique légiste de la police de New York qui enquêtait à son sujet. Il découvre également qu'il doit faire face à son plus grand ennemi, le Kurgan (Clancy Brown), un autre immortel qui souhaite le tuer pour obtenir le « Prix » — une capacité spéciale qui est donnée au dernier guerrier immortel encore vivant, comprenant de vastes connaissances et la capacité d'asservir la race humaine.
Highlander a eu peu de succès lors de sa sortie initiale en salles, générant un peu plus de 12 millions de dollars de recettes dans le monde entier pour un budget de production de 19 millions ; il reçoit également des critiques mitigées. Cependant, malgré ce faible succès en salles, notamment aux États-Unis, le film connaît une seconde carrière à la location en vidéo et devient au fil des ans un film culte, générant plusieurs suites cinématographiques ainsi que de très nombreuses œuvres dérivées (séries télévisées, romans, dessins animés, , etc.). Par ailleurs, la bande-son du film, qui inclut plusieurs morceaux composés par le groupe de rock britannique Queen (édités sur l'album A Kind of Magic), a été plébiscitée.

## Synopsis
La narration du film fait plusieurs allers-retours entre le présent et le passé.
1985. L'antiquaire new-yorkais Russell Nash décapite son adversaire Iman Fasil au cours d'un duel à l'épée dans le parking souterrain du Madison Square Garden. Il cache son katana dans le parking avant de quitter les lieux, mais est arrêté à la sortie par la police de New York.
1536. Connor MacLeod, un jeune homme (qui ressemble à Russell Nash) du clan écossais des MacLeod, part livrer sa première bataille contre un clan adverse, le clan Fraser. Durant la bataille, Connor est gravement blessé par un mystérieux chevalier noir, un guerrier nommé le Kurgan. Contre toute attente, MacLeod survit miraculeusement à cette blessure qui aurait dû lui être fatale et se rétablit rapidement. Cet évènement singulier lui vaut d'être banni de son clan, car on l'accuse d'être possédé par le Diable.
1985. En recueillant des indices sur la scène du meurtre de Fasil, l'expert de la police scientifique new-yorkaise Brenda Wyatt découvre un petit morceau métallique provenant du katana de Nash dans une fente d'un pilier du parking souterrain. Elle le fait analyser. À sa grande surprise, il s'avère que cet échantillon de métal serait âgé de plusieurs millénaires, alors que les Japonais n'ont pas fabriqué de tels sabres avant le Moyen Âge.
Russell Nash, après avoir été interrogé, est relâché faute de preuves mais Brenda tente plus tard de le suivre discrètement. Nash la repère et commence à avoir une explication avec elle quand il est attaqué par le Kurgan. Après un bref duel, les deux combattants sont séparés par l'arrivée d'un hélicoptère de la police et prennent la fuite.
1541. Alors qu'il coule des jours paisibles, retiré du monde dans les Highlands auprès de sa compagne Heather, Connor MacLeod fait la rencontre du guerrier espagnol Juan Sanchez Villa-Lobos Ramirez qui semble avoir eu les mêmes expériences que lui. Ramirez lui apprend que, comme lui, il est né différent et qu'il fait partie d'un groupe unique sur Terre : les Immortels. La vieillesse et la maladie n'ont pas de prise sur eux, et ils ne peuvent être tués que par décapitation. Chaque Immortel adverse qu'ils éliminent de cette façon accroit leur propre puissance, au cours d'un phénomène appelé le « quickening », et les rapproche de leur but à tous qui est de gagner la récompense suprême qu'ils nomment le « Prix ». Car, comme le lui dit Ramirez, « Il ne peut en rester qu'un ».
Ramirez décide ensuite de former Connor au combat afin de lui donner une chance de vaincre le Kurgan, le cavalier noir qui l'a blessé cinq ans plus tôt et qui est le plus puissant et le plus sanguinaire des Immortels. Ramirez lui apprend également que les Immortels ne peuvent pas avoir d'enfant et il le pousse alors à quitter Heather, pour lui épargner la souffrance de la voir vieillir et mourir alors que lui restera inchangé. Connor refuse.
Plus tard, alors que Connor est absent, Ramirez et Heather sont attaqués par le Kurgan. Proche de la victoire au début du combat, Ramirez finit cependant par être vaincu par le Kurgan, qui le décapite avant de violer Heather. Connor, rentré le lendemain, reste auprès d'Heather (qui tait ce qu'elle a subi) pendant de nombreuses années, jusqu'à sa mort de vieillesse. Connor quitte alors l'Écosse, emportant avec lui le katana de Ramirez et laissant l'épée de son clan sur la tombe d'Heather, la plantant devant celle-ci comme une croix.
1985. MacLeod rencontre son ami Kastagir, un autre Immortel, avec qui il parle de la rencontre finale qui approche : en effet, il ne reste plus qu'eux deux et le Kurgan. Plus tard, dans la nuit, Kastagir affronte le Kurgan mais est décapité par ce dernier.
Pendant ce temps, MacLeod rend visite à Brenda, lui révélant qu'il sait qu'elle travaille pour la police. Il rencontre ensuite le Kurgan dans une église, une terre sacrée où les Immortels sont convenus de ne pas se combattre. Brenda va ensuite trouver MacLeod, lui apprenant qu'elle a découvert qu'il vivrait apparemment depuis au moins deux siècles, en changeant de nom de temps à autre en prennant l'identité d'enfants mort-nés, ce qui semble impossible. MacLeod lui révèle alors la vérité à son sujet, se poignardant ouvertement pour lui prouver son immortalité. Les deux finissent par s'embrasser et passent ensuite une nuit d'amour passionnée.
Le Kurgan, qui a découvert les liens entre MacLeod et Brenda, enlève cette dernière et donne rendez-vous à MacLeod sur le toit des Studios Silvercup pour une confrontation finale. Après un duel acharné, MacLeod finit par décapiter son adversaire et, dans un dernier quickening, reçoit le « Prix ». Il devient mortel, peut avoir des enfants et est investi du pouvoir de lire les pensées des gens, don qu'il décide d'utiliser pour aider les humains à mieux se comprendre.

## Fiche technique
Sauf indication contraire, les informations mentionnées dans cette section peuvent être confirmées par les bases de données cinématographiques IMDb et Allociné,  présentes dans la section « Liens externes ».
- Titre original : Highlander
- Réalisation : Russell Mulcahy, assisté de Stephen Hopkins et Andy Armstrong
- Scénario : Peter Bellwood, Larry Ferguson et Gregory Widen, d'après une histoire de Gregory Widen
- Musique : Michael Kamen
  - Chansons originales : Queen
  - Musiques additionnelles : Brian May, Freddie Mercury et Roger Taylor
- Direction artistique : Martin Atkinson et Tim Hutchinson
- Décors : Allan Cameron
- Costumes : James Acheson
- Photographie : Gerry Fisher
- Son : Don J. Bassman, Kevin F. Cleary, Richard Overton, Clive Pendry, Hugh Strain
- Montage : Peter Honess
- Production : Peter S. Davis et William N. Panzer
  - Production déléguée : E.C. Monell
  - Production associée : Eva Monley, Harold Moskovitz et John H. Starke
- Sociétés de production :
  - Royaume-Uni : Highlander Productions Limited, présenté par Thorn EMI Screen Entertainment
  - États-Unis : Davis-Panzer Productions
- Sociétés de distribution : Cannon Screen Entertainment (Royaume-Uni) ; Twentieth Century Fox (États-Unis, Canada) ; Artistes Auteurs Associés (A.A.A.) (France)
- Budget : 16 millions de $ (estimation)[1]
- Pays de production :  Royaume-Uni,  États-Unis
- Langue originale : anglais
- Format : couleur (Technicolor) — 35 mm — 1,85:1 (Panavision) — son Dolby Stéréo
- Genre :  fantastique, action, aventure
- Durée : 116 minutes
- Dates de sortie[2] :
  - France : janvier 1986 (Festival international du film fantastique d'Avoriaz 1986 - hors compétition) ; 26 mars 1986[3] (sortie nationale)
  - États-Unis, Québec : 7 mars 1986[4]
  - Royaume-Uni : 29 août 1986
- Classification :
  - États-Unis : interdit aux moins de 17 ans (R – Restricted)[N 3]
  - Royaume-Uni : interdit aux moins de 15 ans (15 - Suitable only for 15 years and over)[5]
  - France : tous publics[6]
  - Québec : 13 ans et plus (violence) (13+ / 13 years and over)[4]

## Distribution
- Christophe Lambert (VF : lui-même) : Connor MacLeod (« Conrad » MacLeod en VF)
- Roxanne Hart (VF : Frédérique Tirmont) : Brenda J. Wyatt
- Clancy Brown (VF : Richard Darbois) : le Kurgan
- Sean Connery (VF : Jean-Claude Michel) : Juan Sanchez Villa-Lobos Ramirez
- Beatie Edney (VF : Françoise Dasque) : Heather MacLeod
- Alan North (VF : Jacques Dynam) : le lieutenant Frank Moran
- Jon Polito (VF : Joël Martineau) : l'inspecteur Walter Bedsoe
- Sheila Gish (VF : Claire Guibert[7]) : Rachel Ellenstein
- Hugh Quarshie (VF : Tola Koukoui) : Sunda Kastagir
- Christopher Malcolm (VF : Michel Paulin) : Kirk Matunas
- Peter Diamond (en) (VF : Jacques Deschamps) : Iman Fasil
- Billy Hartman (en) (VF : Pascal Renwick) : Dugal MacLeod
- James Cosmo (VF : Pierre Hatet) : Angus MacLeod
- Celia Imrie : Kate MacLeod
- Ian Reddington (en) (VF : Vincent Violette) : Bassett
- Sion Tudor Owen : Hotchkiss
- Alistair Findlay : le chef Murdoch
- Edward Wiley (VF : Philippe Peythieu) : Garfield
- Nicola Ramsay : Rachel enfant
- Louis Guss : un vendeur de journaux
- Russell Mulcahy : un homme frappé par le Kurgan[8] (caméo)

Source et légende : version française (VF) sur AlloDoublage.

## Production

### Genèse et développement
Gregory Widen écrit un scénario intitulé Shadow Clan, dans le cadre de ses études cinématographiques à UCLA. Il le vend pour 200 000 $ aux producteurs William Panzer et Peter S. Davis. Gregory Widen avoue s'être inspiré du film Les Duellistes (Ridley Scott, 1977). Mais c'est surtout lors d'un voyage en Écosse qu'il a eu l'idée de l'histoire, après la visite d'un musée à Édimbourg où il s'est demandé, en voyant un homme en armure, ce qui se passerait s'il vivait toujours aujourd'hui.
Les producteurs exigent ensuite quelques modifications de scénario. Certains éléments diffèrent par rapport au scénario écrit par Gregory Widen : dans cette première version Connor était né en 1408 et non 1518 et habite avec sa mère et son père. Le personnage de Heather n'existait pas et Connor est amoureux de sa jeune promise Mara, qui le rejettera lorsqu'il devient immortel. Connor n'était pas banni mais quittait volontairement son village. Son nom d'emprunt dans le futur est alors Richard Tupin et non pas Russell Edwin Nash comme dans le film. Dans cette première version, Ramirez est un Espagnol né en 1100 apr. J.-C., alors que dans le scénario final il est un Égyptien né en 896 av. J.-C. Outre quelques révisions légères, la première version stipulait que les immortels pouvaient avoir des enfants. Dans un flashback, Connor assistait aux funérailles de l'un de ses fils. De plus, la première version ne mentionnait pas du tout le Quickening.

### Choix des interprètes
Le rôle de Connor MacLeod est d'abord proposé à Marc Singer, avant d'être refusé par Mickey Rourke. Le rôle revient finalement au français Christophe Lambert, qui dut alors être coaché pour parler correctement anglais. Son seul film en anglais avant celui-ci était Greystoke, la légende de Tarzan, où il ne prononçait que quelques mots.
Virginia Madsen a passé une audition sans succès pour le rôle de Heather. Elle sera cependant à l'affiche de la suite du film, Highlander, le retour, en 1991. Catherine Mary Stewart a été engagée pour le rôle de Heather MacLeod. Cependant, pour des raisons inconnues, elle est remplacée par Beatie Edney.
Brooke Adams était quant à elle pressentie pour le rôle de Brenda, tout comme Rosanna Arquette, Jennifer Beals, Tanya Roberts et Elisabeth Brooks.
Clancy Brown a longtemps hésité avant d'accepter le rôle du Kurgan, en raison d'une allergie au maquillage.

### Tournage
Le tournage s'est déroulé d'avril à août 1985, principalement à New York, en Écosse et en Angleterre. Sean Connery ne tourna qu'une seule semaine, en raison d'un emploi du temps très chargé.
Les principaux lieux de tournage sont :
- Royaume-Uni :
  - Angleterre :
    - Brocket Hall, Lemsford, Welwyn Garden City, Hertfordshire ;
    - Greenwich, Londres ;
    - Londres : Église St Augustine, Kilburn.

- Écosse :

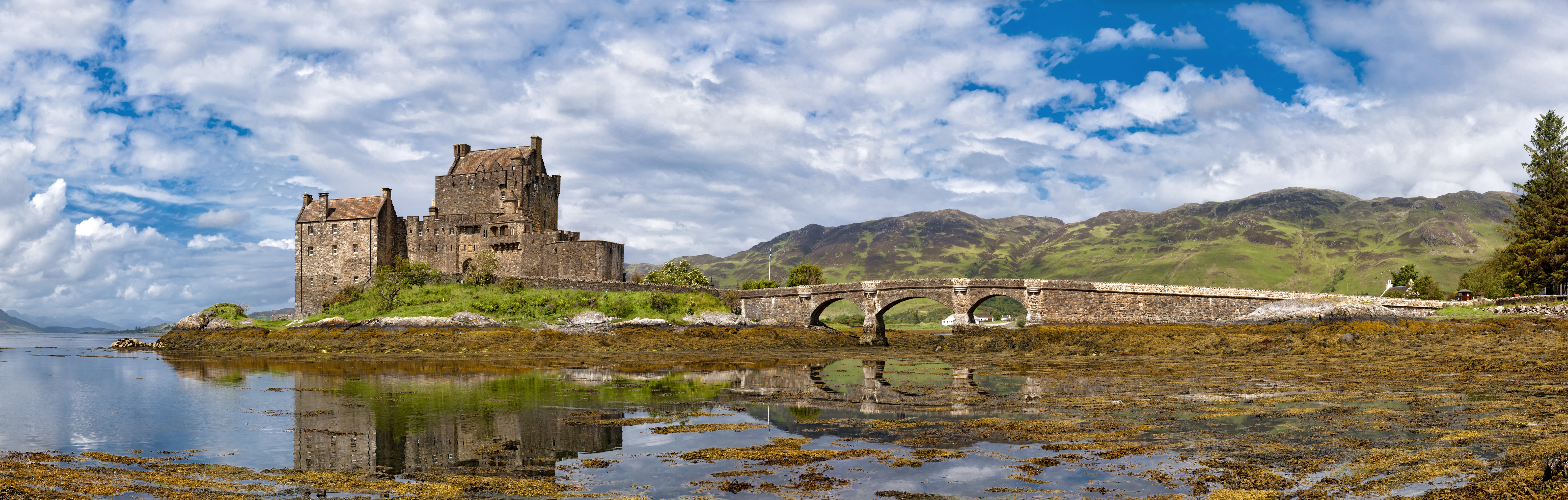
Le château Eilean Donan, situé dans les Highlands en Écosse, a été utilisé comme décor pour le château du clan MacLeod.

  - Château d'Eilean Donan, Kyle of Lochalsh, Highland ;
  - Glen Coe, Highland ;
  - Loch Kishorn, Applecross, Highland ;
  - Loch Shiel, Highland ;
  - Rannoch Moor, Highland ;
  - Slioch, Highland ;
  - The Study, Glen Coe, Highland ;
  - Trotternish Ridge, Skye, Highland.

- Pays de Galles

- États-Unis :
  - New York :

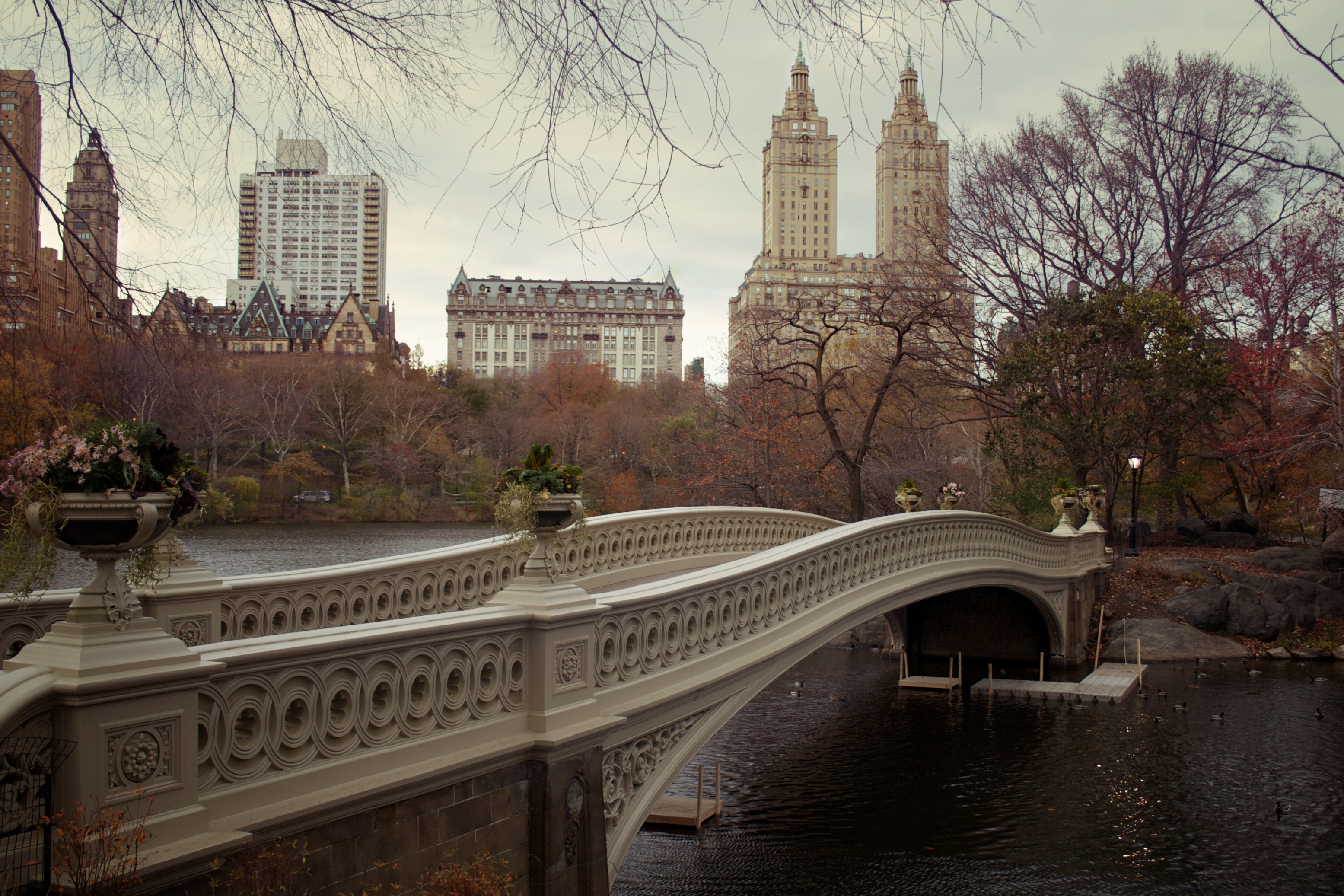
Le Bow Bridge à Central Park, lieu de la rencontre du Highlander et de Kastagir dans le film.

    - Manhattan, au pont de la 59e rue ;
    - Central Park (Manhattan, notamment le Bow Bridge (en)) ;

  - New Jersey :
    - Izod Center
    - Meadowlands Sports Complex
    - East Rutherford.
- Canada :
  - Colombie-Britannique

### Musique
La bande originale est composée par Michael Kamen mais inclut plusieurs chansons du groupe de rock Queen.
Six des huit chansons que l'on entend dans le film sont présentes dans l'album A Kind of Magic : Princes of the Universe, la chanson du générique de début, également utilisée pour la série télévisée, One Year of Love, Gimme the Prize, Who Wants to Live Forever, Don't Lose Your Head (en version instrumentale connue également sous le nom de A Dozen of Roses for my Darling face-B de A Kind of Magic) et A Kind of Magic, chanson du générique de fin. Les deux autres sont Hammer to Fall (tirée de l'album The Works) et une reprise de New York New York que le groupe n'a jamais enregistré dans sa version intégrale.
À l'origine, seule une chanson devait être créée par le groupe, mais ils furent tous très inspirés à la première vision du film : Brian May écrit par exemple Who Wants to Live Forever directement dans le taxi en sortant de la projection. Par ailleurs, certaines chansons ne sont qu'au stade de démo dans le film et seront retravaillées par la suite. Par exemple, dans la première version de Who Wants to Live Forever, entendue dans le film, c'est Freddie Mercury qui interprète les paroles d'introduction alors que ce sera Brian May qui la chantera dans la version finale sur l'album A Kind of Magic.
Aucun album de bande originale officiel n’a vu le jour, mais plusieurs bootlegs sont sortis en 1986 et en 2010.
Un album sorti en 1995, Highlander: The Original Scores, réunissant des extraits des bandes originales des trois films Highlander, Highlander, le retour et Highlander 3, reprend cinq morceaux de Michael Kamen issus du premier film. Dans une compilation des musiques qu’il a composé pour des films sortie en 1998, Michael Kamen reprend un des morceaux de la musique de Highlander sous le titre There Can Be Only One (littéralement « Il ne peut en rester qu’un »)[réf. nécessaire].

### Montage et faux raccords
Il existe deux montages du film : l'un appelé « français », l'autre « européen » (ou américain). Quelques minutes séparent les deux versions. Un visionnage normal ne permet pas de les distinguer.
- Les différences les plus notables se situent au tout début, pendant le match de catch. Dans la version américaine (la plus longue), alors qu'il est immergé dans la foule, Connor MacLeod (Christophe Lambert) voit des images de bataille du temps où il appartenait au Clan MacLeod.
- Un peu plus tard dans le film, au départ en guerre, Kate (la femme de Connor qui voudra ensuite faire brûler son mari) interpelle les guerriers et leur demande de lui ramener Connor en un seul morceau. « On sait lequel », s'esclaffent les hommes.
- Aux trois quarts du film, après la scène d'amour entre Connor et Brenda (strictement identique dans les deux versions) survient une scène se déroulant dans un zoo. Cette scène a été coupée dans le montage français.
- Les autres différences sont intégrées aux scènes de bataille et de duel. Une petite touche humoristique s'ajoutait dans la scène où MacLeod croise le fer avec Bassett, le mari offensé. Celui-ci pourfend en vain l'homme immortel. Un laquais a l'audace de lui apporter des pistolets pour en finir. Mais le mari offensé utilise l'arme pour tirer dans les fesses du valet.
- La scène « It' s a kind of magic » (« C'est un tour de magie ») où MacLeod se fait tirer dessus par un nazi pour protéger la petite Rachel, n'apparaît pas non plus dans la version américaine.

Bon nombre de faux raccords sont visibles dans le film.
- Lorsque Dugal se précipite sur Kurgan pour l'empêcher de décapiter Connor, ce dernier commence à s'écrouler alors que sur le gros plan suivant, il est toujours à genoux et ne s'écroule que peu après.
- Lorsque les membres du clan MacLeod sont réunis autour du corps de Connor, on peut apercevoir que Christophe Lambert effectue de légers mouvements respiratoires avec son torse.
- Lorsque Kurgan roule en voiture une nuit dans New York, on peut apercevoir, sur le plan le plus large, le cameraman (ayant filmé Clancy Brown de profil) assis côté passager puis dissimulé dans l'ombre.
- Au moment où Connor arrive derrière Ramirez en sortant du lac, celui-ci apparaît assis loin devant la rive. Sur le plan large suivant, il semble assis plus proche de la rive et, de ce fait, Connor se trouve juste derrière lui s'apprêtant à lui donner un coup d'épée.
- Dans la séquence de la dernière épreuve (la course sur la plage), le gros plan montrant les jambes de McLeod et Ramirez indique que les deux hommes sont l'un à côté de l'autre alors qu'une distance plus grande les sépare sur les plans larges.
- Lorsque Kurgan donne un coup d'épée sur un des murs de la maison de Connor et Heather, faisant ainsi tomber des pierres, on peut apercevoir le technicien qui balance les pierres.
- Au moment où Kurgan décapite Ramirez, il lance son coup d'épée de la main droite alors que, sur le plan large, il lui tranche la tête de la main gauche.
- Lors de l'ultime duel au stade Silvercup, certains plans au ralenti montrent nettement une doublure de Clancy Brown avec un faux crâne.
- Lorsque Connor s'élève dans les airs pour recevoir le prix, après avoir décapité Kurgan, on peut nettement apercevoir sur la plupart des plans le fil suspendant Christophe Lambert.
- S'agissant particulièrement de la bande son de la VF, dans la scène où Connor avoue à Brenda qu'il est immortel, donne un couteau à Brenda, se le plante dans le ventre, puis le retire et le laisse tomber à terre, le bruitage de la chute du couteau sur le sol a disparu, alors qu'il est bien présent dans la VO.

## Accueil

### Avant-première
Le film a été présenté au Festival international du film fantastique d'Avoriaz en janvier 1986, avant de sortir aux États-Unis en mars 1986. Aux États-Unis, le film a été réduit d'environ huit minutes à sa sortie : la scène d'introduction en Écosse a notamment été supprimée. Elle sera ensuite rétablie dans l'édition DVD en 1996.

### Accueil critique
Sur le site agrégateur de critiques Rotten Tomatoes, le film recueille un score de 69 % d'avis positifs, sur la base de 35 critiques collectées et une note moyenne de 6/10. Le consensus du site indique : « Les gens détestent Highlander parce que c'est ringard, explosif et absurde. Et les gens l'aiment pour les mêmes raisons ». Sur Metacritic, le film obtient une note moyenne pondérée de 24 sur 100, sur la base de 7 critiques collectées, le commentaire du site indiquant : « Avis généralement défavorables ».

### Box-office
Highlander a engendré 12 900 000 $ de recettes dans le monde, dont 5 900 000 $ aux États-Unis. Malgré cet échec commercial au cinéma, le film s'est ensuite bien vendu sur le marché vidéo, notamment aux États-Unis, où il devient un succès, ce qui a permis le tournage de plusieurs suites cinématographiques et la commercialisation de nombreux produits dérivés. En revanche, le film a connu un beau succès en France, où ayant occupé pendant les deux premières semaines d'exploitation la tête du box-office, finit son exploitation avec 4 141 203 entrées,, devenant le septième plus grand succès de l'année 1986 dans les salles hexagonales.

## Éditions en vidéo
En France, le film Highlander est sorti plusieurs fois en DVD, dont la première sortie a eu lieu le 5 juillet 2000 en édition collector. Le film est sorti en édition Ultimate boîtier SteelBook le 8 octobre 2007, en Édition Simple le 5 février 2008, en édition 3 DVD le 7 avril 2009, ainsi qu'en Édition Prestige - Version Restaurée le 13 décembre 2016.
Avec l'arrivée du Blu-ray, une édition Director's Cut - Version originale sous-titrée Combo est sortie le 17 juin 2009, une Édition Prestige - Version Restaurée est sortie le 13 décembre 2016 et le 1er mars 2023
Le film est également sorti en VOD le 1er février 2016.
À la suite des évolutions techniques afin d'améliorer la qualité d'image et de sons, le film sort dans une édition Blu-ray 4K Ultra HD + Blu-ray - Édition boîtier SteelBook le 2 novembre 2022.

## Autour du film
- Dans la version française, le prénom « Connor », dont la prononciation est trop proche de l'insulte « connard », a été changé en « Conrad ».

## Influences
Ce film a donné son nom au syndrome de Highlander qui décrit un processus extrêmement rare de vieillissement et de croissance ralenti chez un individu.

## Univers deHighlander
En plus de suites cinématographiques, une série télévisée a été développée autour du personnage de Duncan MacLeod, cousin de Connor, et joué par Adrian Paul, intitulée elle aussi Highlander. Une série d'animation a vu également le jour en 1994 avec comme personnage principal Quentin MacLeod.

### Films
- 1986 : Highlander de Russell Mulcahy avec Christophe Lambert, Sean Connery, Roxanne Hart et Clancy Brown.
- 1990 : Highlander, le retour (Highlander 2, The Quickening) de Russell Mulcahy avec Christophe Lambert, Sean Connery, Virginia Madsen.
- 1994 : Highlander 3 (Highlander III: The Sorcerer) d'Andrew Morahan avec Christophe Lambert, Mario Van Peebles, Deborah Kara Unger.
- 2000 : Highlander: Endgame (Highlander: Endgame) de Douglas Aarniokoski avec Adrian Paul, Christophe Lambert.
- 2007 : Highlander : Le Gardien de l'immortalité (Highlander: The Source) de Brett Leonard avec Adrian Paul, Peter Wingfield, Jim Byrnes.

#### Remake
Le 20 mai 2008, Hollywood Reporter annonce que les droits du film, appartenant à Davis-Panzer Productions, ont été acquis par Summit Entertainment, qui travaille sur un remake. Art Marcum et Matt Holloway sont chargés d'écrire un scénario. Peter Davis, producteur de tous les précédents films sauf Highlander 3, est annoncé comme producteur. Justin Lin est ensuite engagé comme réalisateur. Live For Film annonce que le projet s'intitule alors Highlander: The Reckoning et que Vinnie Jones pourrait incarner le Kurgan.
En février 2011, il est révélé que Melissa Rosenberg rejoint le projet comme scénariste. En août 2011, Justin Lin quitte finalement le poste de réalisateur, pour se concentrer sur d'autres projets, mais en reste producteur délégué. L'Espagnol Juan Carlos Fresnadillo est donc engagé pour le remplacer en septembre 2011, alors que le tournage est prévu pour le printemps 2012.
En mai 2012, Ryan Reynolds est envisagé pour reprendre le rôle principal, alors que le nom de Kevin McKidd avait un temps été évoqué. La présence de Ryan Reynolds est officialisée en juin 2012. Fresnadillo quitte le projet en novembre 2012, suivi par Ryan Reynolds en juin 2013. Finalement, le projet semble relancé quelques mois plus tard lorsque le Français Cédric Nicolas-Troyan, spécialiste des effets spéciaux, est choisi comme réalisateur. Il déclare alors : « Le premier film est sorti en France quand j'étais ado, et c'était un de mes films préférés à l'époque. J'adorais aussi la série, qui a été tournée en partie en France, du côté de la Seine. Ma première réaction a été, comme tout le monde : “A-t-on besoin d'un remake ?” (...) Puis j'ai commencé à réfléchir à l'idée de reprendre ces super personnages d'une manière moderne, viscérale (...) Ce film repose sur un concept qui traverse les genres, avec des éléments de western, voyage dans le temps, fantastique, action, scènes contemporaines... »
En mai 2021, le projet est relancé avec l'annonce de la participation éventuelle de Henry Cavill dans  le rôle principal.

### Film d'animation
- 2006 : Highlander : Soif de vengeance (Highlander : Search for a Vengeance) de Yoshiaki Kawajiri

Produit par les studios japonais Madhouse Production

### Séries télévisées
- 1992-1998 : Highlander de Gregory Widen avec Adrian Paul, Stan Kirsch et Jim Byrnes.

adaptation de l'univers de fiction du film à la télévision.
- 1998-1999 : L'Immortelle (Highlander: The Raven) de David Abramowitz avec Elizabeth Gracen, Paul Johansson et Patricia Gage

série dérivée de la série télévisée Highlander.

### Séries d'animation
- 1994-1996 : Highlander : série TV française d'animation racontant la vie de Quentin Macleod dans l'univers de Highlander dans un futur apocalyptique.
- 2001 : The Methos Chronicles : courte série d'animation en flash, uniquement diffusée sur Internet et qui relate un épisode de la vie de Methos.

### Romans
- Jason Henderson (en), Highlander: The Element of Fire, Warner Books, octobre 1995, en anglais. Disponible en français.
- Ashley McConnell, Scimitar, , Warner Books, février 1996, en anglais.
- Jennifer Roberson, Highlander: Scotland the Brave, Warner Books, septembre 1996, en anglais.
- Nancy Holder, Measure Of a Man, Warner Books, mai 1997, en anglais.
- Rebecca Neason, The Path, Warner Books, août 1997, en anglais.
- Donna Lettow, Highlander: Zealot, Warner Books, novembre 1997, en anglais.
- Dan Jordon, Robert McCullough, Martin Eisele (Herausgeber), Hans Sommer (Herausgeber), Highlander. Die Rückkehr des Unsterblichen, VGS Verlagsges., K., mars 1998, en allemand.
- Rebecca Neason, Highlander: Shadow of Obsession : A Novel, Warner Books, juin 1998, en anglais.
- Josepha Sherman (en), Highlander: The Captive Soul : A Novel, Warner Books, août 1998, en anglais.
- Ginjer Buchanan (en), Highlander: White Silence, Warner Books mars 1999, en anglais.

### Jeux vidéo
- 1986 : Highlander (en) sur Commodore 64
- 1995 : Highlander: The Last of the MacLeods sur Jaguar

Annulé
- 2010 : Highlander The Video Game sur PlayStation 3, XBOX 360 : En 2008, l'éditeur Eidos annonce un jeu vidéo autour de l'univers d'Highlander. Annoncé pour 2010, le titre proposait d'incarner Owen, un tout nouveau membre du clan MacLeod. Finalement, le titre est annulé après le rachat de l'éditeur Eidos par Square-Enix en 2009.

Le personnage de Connor McLeod fait aussi une apparition dans le jeu Broforce (PC Mac PS4, 2015) en tant que « Bro » jouable sous le pseudonyme de « Brolander ».

### Jeu de cartes à collectionner
- 1995 : Highlander (en), jeu américain conçu par Mike Sager et édité par Thunder Castle Games, qui simule le combat de deux immortels.